# Membrana (anatomia)
In anatomia le membrane sono foglietti o partizioni costituiti da epitelio ed il tessuto connettivo sottostante e proteggono altri tessuti e strutture del corpo umano.
Esistono cinque tipi di membrane: mucose, sierose, cutanea, sinoviali e le meningi.